# Die Freistatt
Der Roman Die Freistatt, engl. Sanctuary (USA 1931), ist ein Roman von William Faulkner über den moralischen Verfall, die Gewalt und Sexualität sowie das Verbrechen und die Heuchelei im Süden der Vereinigten Staaten.

## Inhalt
Die 17-jährige Temple Drake wird von einem jungen Verehrer zu einer Spritztour mitgenommen, die nach einem Unfall auf der Landstraße in einem verlassenen Pflanzerhaus endet, in dem sich eine Handvoll Schnapsbrenner niedergelassen hat. Temple, deren Vater Richter ist, entfacht die sexuellen Gelüste der Gauner, die Temples schnelle Abreise verhindern. In einem Klima von Alkohol, Männerfantasien und gegenseitigen Drohungen steigert sich die Bedrängnis des Mädchens, bis der Kopf der Bande, der impotente Popeye, das Mädchen mit einem Maiskolben entjungfert und vergewaltigt. Danach erschießt Popeye einen der Mitwisser und Popeye und das Mädchen verschwinden gemeinsam in ein Bordell nach Memphis. Der Schnapsbrenner Goodwin wird als Mordverdächtiger festgenommen.
Horace Benbow, ein naiver Rechtsanwalt, will gegen zahlreiche und vor allem rassistische Widerstände den Unschuldigen vor dem Galgen retten, unterstützt von einer Frau, die mit Goodwin zusammenlebt und ein Kind hat. Benbow macht Temple Drake in dem Bordell ausfindig, aber in dem Gerichtsverfahren sagt das Mädchen gegen Goodwin aus, um den Gangster Popeye zu retten. Der blutige Maiskolben wird im Prozess als Indiz für Goodwins Schuld gesehen. Benbow hat damit nicht gerechnet, kämpft aber nicht um Goodwins Leben, sondern akzeptiert fatalistisch den Schuldspruch. Goodwin wird zum Tode verurteilt; kurz darauf wird das Gefängnis von Bewohnern der Stadt in Brand gesetzt und Goodwin stirbt in den Flammen.
Zwischen Temple Drake und Popeye entsteht während des Aufenthalts im Bordell eine besondere Beziehung: Er verwöhnt sie auf eine brutal-romantische Weise wie ein Gangsterflittchen – sie erfährt mit ihm Macht, Reichtum und eine voyeuristische Sexualität. Weil Popeye wegen seiner Impotenz verzweifelt ist, lässt er einen Kriminellen zu ihr ins Bett und schaut dem Geschlechtsakt zu – auch diesen Mann bringt Popeye später um. Obgleich er wegen der Falschaussage Temples nicht für den Mord im Pflanzerhaus verfolgt werden kann, wird er später für einen anderen Mord gehängt, den er allerdings nicht begangen hat, da er zu dieser Zeit durch die Ermordung eines dritten Mannes in einer anderen Stadt verhindert war. Aber nach dem Erlebnis seiner unerfüllbaren Liebe zu Temple ist ihm egal, was mit ihm geschieht, und er hält es nicht einmal für nötig, sich zu verteidigen.
Benbow kehrt nach dem Prozess und dem Lynchmord nach längerer Trennung zu seiner Ehefrau und Tochter zurück. Temple Drake kehrt ebenfalls zu ihrer Familie zurück.

## Erzählweise
Der Handlungsverlauf ist, wie auch André Malraux bemerkte, im weiteren Sinne mit einer Kriminalgeschichte vergleichbar: Es wird Spannung aufgebaut; die Handlung wird verkompliziert und dem Leser werden mehrfach unvermittelt überraschende Entwicklungen präsentiert, beispielsweise mit der skrupellosen Falschaussage Temples in der Gerichtsverhandlung oder aber dem untypischen Verhalten Popeyes bei seiner Festnahme und Verurteilung. Allerdings geht es Faulkner offensichtlich um weit mehr als die Darbietung einer spannenden Detektivgeschichte; so fehlt ein scharfsinniger Ermittler; die Verbrecher sind nicht ausschließlich ruchlos; der Glaube an die Wiederherstellung von Gerechtigkeit und Ordnung wird in keiner Weise erfüllt.
Das Versagen von Temples jungem Kavalier in dem alten Farmhaus, die Naivität des an religiöser Heuchelei und Rassismus scheiternden Rechtsanwalts und die zur Gangsterbraut mutierende Temple Drake zeichnen eine Welt des irregehenden Anstands, in die Alkoholismus, Rassismus und sexuelle Perversion bei der nächsten Gelegenheit einbrechen können: nur die papierdünnen Rouleaus an den Bordellzimmerfenstern trennen die Welt Popeyes und Temples von der fragilen Normalität.
Faulkners Figuren sind alle als durchaus menschlich gezeichnet; auch wenn – wie etwa bei Popeye und auch Temple – ihre Schuld vorausgesetzt werden kann oder sie zumindest in Schuld verstrickt sind, stehen sie laut Siegfried Lenz unter einem Fluch des Südens, der ihre Handlungen ungeachtet ihrer jeweiligen Geschichten und Motive wie in den anderen Romanen Faulkners zum ausweglosen Verhängnis werden lässt.
Zudem enthält Faulkners Erzählung der Geschichte eine Reihe charakteristischer Leerstellen. Weder wird der Handlungsablauf von dem auktorialen Erzähler vollständig dargeboten noch werden den Lesern Einblicke in das Bewusstsein der handelnden Figuren geboten. Der tatsächliche Verlauf der Ereignisse und die Motive der beteiligten Personen werden in Faulkners Roman an entscheidenden Stellen allenfalls implizit angedeutet oder völlig im Unklaren gelassen. Die zahlreichen Rückblenden erschweren zudem den Nachvollzug des chronologischen Handlungsflusses. Der Leser ist daher oftmals dazu angehalten, das eigentliche Geschehen und die Handlungsmotive eigenständig zu vermuten oder zu erschließen. Möglicherweise beabsichtigte Faulkner auf diese Weise zusätzlich psychologische Spannung zu schaffen; für den Leser bleibt jedoch, wie der anerkannte amerikanische Faulkner-Experte Cleanth Brooks in seiner Analyse ausführt, manches nicht nur offen, sondern auch befremdlich.
In sprachlicher Hinsicht ist Faulkners Roman äußerst anspruchsvoll, dicht und hoch komplex gestaltet; die detaillierte Beschreibung der Situationen und Schilderung der Geschehnisse durch den Erzähler ist einerseits prägnant und fesselnd in den naturalistisch dargebotenen Passagen, andererseits teilweise nahezu poetisch-lyrisch in der Zeichnung der atmosphärischen Stimmung. Das Brutale und Anstößige wird dabei in der unmittelbaren Wiedergabe im Allgemeinen ausgeblendet und durch eine implizite Andeutung ersetzt, die es dem Leser überlässt, sich in seiner eigenen Vorstellungskraft und Fantasie das Schreckliche und Abstoßende des Geschehens in seiner ganzen Tragweite auszumalen. Die Wiedergabe der Dialoge im szenischen Erzählmodus bildet dagegen mit ihren elliptischen Sätzen und abgehackten Äußerungen wie auch in ihrem umgangssprachlichen Sprachduktus die Alltagssprache des Südens sowohl in deren Wortwahl wie auch in deren grammatikalisch inkorrekter Syntax treffend nach.

## Deutungen
In der Sekundärliteratur zu dem Roman findet sich eine kaum mehr überschaubare Fülle von konträren Interpretationsversuchen nicht nur des thematischen Kerns, sondern insbesondere auch der zugrundeliegenden Motive Temple Drakes, die von archetypisch-mythologischen, allegorischen, ethisch-moralischen oder sozial-kritischen bis hin zu unterschiedlichen psychologischen oder psycho-analytischen Ausdeutungsbemühungen unter anderem auch als Initiationsroman reichen, um nur einige wesentliche Strömungen zu nennen.
Faulkner selber bezeichnete seinen Roman als „eine Darstellung des Schreckens und der Ungerechtigkeit, mit der der Mensch konfrontiert wird und die er bekämpfen muss, wenn er mit sich selbst leben soll, in seiner Seele; wenn er friedlich nachts schlafen soll.“ (im Original: „an exposition of the terror and injustice which man must face and which he must combat if he is to live with himself, in his soul; if he is to sleep in peace at night.“) André Malraux spricht in seinem Vorwort zu der Ausgabe von Die Freistatt daher nicht ohne Grund von einem „Einbruch der griechischen Tragödie in den Kriminalroman“.
Der Originaltitel Sanctuary bedeutet nach Faulkners eigener Aussage, dass „jeder irgendeinen geschützten, sicheren Ort haben müsse, an den er vor dem Ungemach davonlaufen oder davoneilen kann“ (im Original: „everyone must have some safe, secure place to which he can run, hurry from trouble“). Da der Begriff „sanctuary“ im Englischen neben der Bedeutung eines Zufluchtsortes auch die Konnotation von „Heiligtum“ hat, ist die ironische Bedeutung des Originaltitels offensichtlich, die mit der deutschen Übersetzung Die Freistatt so allerdings nicht vollständig übertragen wird. Diese Ironie wird weiter akzentuiert durch den christlich-allegorischen Vornamen der Protagonistin Temple Drake: gleichsam symbolisch als „entweihter Tempel“ findet sie Zuflucht in einem Bordell.
Zwanzig Jahre nach der Erstveröffentlichung von Die Freistatt verfasste Faulkner eine Fortsetzung und damit verbunden eine teils nachträgliche Erläuterung verschiedener Bedeutungsmomente oder Motive des Romans in seinem 1951 erschienenen Drama Requiem for a Nun (deutsch: Requiem für eine Nonne, 1956). Diese Fortsetzung spielt acht Jahre nach den Ereignissen, die in dem Roman geschildert werden.

## Editionsgeschichte
Faulkner schrieb den Roman im ersten Halbjahr 1929 in nur drei Wochen, wie er selber sagt, aus finanziellen Gründen („to make money“). Faulkners eigenem Bekunden zufolge dachte er sich die schrecklichste Geschichte aus, die er sich vorstellen konnte („invented the most horrific tale“). Sein Verleger war aus Angst vor einer Gefängnisstrafe jedoch nicht bereit, diese erste heikle Version abzudrucken, so dass Faulkner seine ursprüngliche Abfassung noch vor der Veröffentlichung des Romans überarbeitete und abschwächte. Als die Erstausgabe am 9. Februar 1931 in den USA erschien, löste die Veröffentlichung der abgemilderten Druckfassung dennoch einen Skandal aus, erwies sich jedoch trotz der Empörung auf Seiten der Literaturkritiker und Rezipienten in kommerzieller Hinsicht als ein Verkaufserfolg.

## Verfilmung
Die erste Verfilmung The Story of Temple Drake (USA, 1933) von Stephen Roberts mit Miriam Hopkins in der Hauptrolle entstand während des sogenannten „Pre-Code“, was eine für die damalige Zeit recht offene Darstellung des Themas zuließ. Der Film führte zu einem landesweiten Skandal, bei dem sich unter anderem Kirchenverbände und Politik über eine angebliche Immoralität Hollywoods beklagten. Als Reaktion wurde ein Jahr später der Hays Code, die amerikanische Filmzensur, als verpflichtend eingeführt. Eine zweite Verfilmung entstand 1961 als Geständnis einer Sünderin (Sanctuary) unter Regie von Tony Richardson mit Lee Remick und Yves Montand in den Hauptrollen.